# خشيف

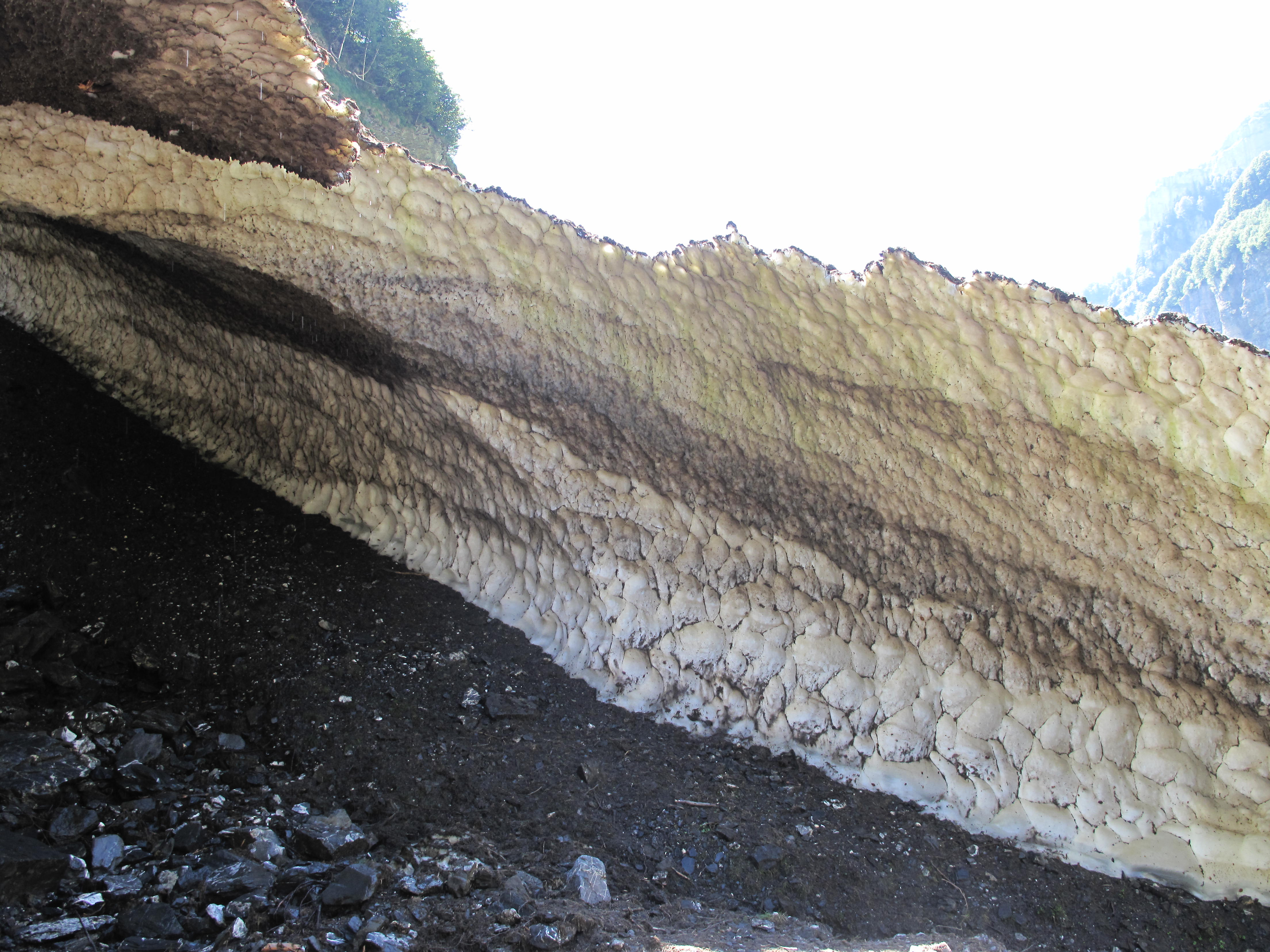
خشيف في وادي في سافوا العليا, فرنسا

الخَشِيف (بالفرنسية: Névé)‏ هو نوع صغير من الحبيبات الثلجية التي ذابت جزئيًا وعادت فتجمدت وانضغطت ولكنها تسبق شكل الثلج. ويرتبط هذا النوع من الثلج مع تشكيل المثلجة من خلال عملية التعرية الثلجية. الثلج الحبيبي الذي يستطيع الصمود موسم كامل من التخوية يتحول إلى ثلج حبيبي والذي هو على حد سواء ثلج أكبر سنا وأكثف قليلا. الثلج الحبيبي يصبح في نهاية المطاف جليد مثلجي طويل الأمد الذي تتكون منه المثلجات.